# 吉崎金門海峡
『吉崎金門海峡』（よしざきゴールデンゲート）は、TBSテレビ・毎日放送がTBS系列で、2009年4月6日から2010年3月18日まで、毎週月曜日から木曜日の23:30 - 23:55（JST）に曜日ごとに制作局を変えて放送した深夜バラエティ番組の放送枠の総称である。ハイビジョン制作（アナログ放送はサイドカット。ただし水曜日と木曜日は額縁放送）。

## 概要
TBSは2009年春の番組改編で、平日のゴールデンタイム枠に報道番組『総力報道!THE NEWS』を開始することに伴い、ゴールデン・プライム枠の大幅な番組枠の入れ替えを行った。23時台の『NEWS23』（第1期）がストレートニュース中心の30分番組に縮小され、空いた25分の放送枠を全国ネットのバラエティ番組の放送枠とすることになった。このときに創設されたバラエティ枠の名称が「吉崎金門海峡」である。
放送枠は月・水・木曜日はTBS制作、火曜日は毎日放送（MBS）が制作する番組を放送する。毎日放送の制作枠があるのは、『総力報道!THE NEWS』開始により、これまで毎日放送が制作していた金曜日19時台の枠と事実上入れ替えたためによるもの。
題名の「吉崎」はTBSテレビ編成制作本部編成局長（当時）の吉崎隆を、「金門海峡」（きんもんかいきょうは実在する海峡名）になぞらえて「ゴールデンタイムへの門と道のり」を指しており、枠名は「吉崎編成局長のお目に掛かって、ゴールデンタイム進出を目指そう」の意味が込められている。
番組に入る前に「吉崎金門海峡」としての5秒間のオープニングが流れる。なお水曜日はそれまで独自のものに吉崎の顔をフレームインしたものを使用していたが、5月27日放送分（サッカー中継による特別編成のため、放送は翌5月28日に）からの約1カ月半は同一オープニングを使用されていた。
全曜日ハイビジョン制作、字幕放送を実施。ただし字幕放送を実施しない回もある。
タイトルコール担当は掛川裕彦。
なお、2009年10月改編から、タイトルオープニングを省略し、いきなり本編に入るようになった。また各種のテレビ番組表・EPGやTBSのサイト内でも「吉崎金門海峡」の呼称は使われなくなっている。番組のタイトルにも入っていた編成局長の吉崎は、2009年11月4日に社長室付担当局長へ異動した。
バンクーバーオリンピック開催中の2010年2月15日から2月26日までは、『NEWS23』（第1期）がオリンピック情報で10分拡大されたため、10分繰り下げた23:40 - 翌0:05で放送された。
『総力報道!THE NEWS』が、2010年3月26日放送分で終了となることに伴い、『NEWS23』（第1期）が2010年3月29日以後、『NEWS23X（ニュース23クロス）』にリニューアルし、22:54から23:45までの51分に拡大されたため、同年4月から土曜日19時台のゴールデンタイム進出となった『飛び出せ!科学くん』を除き番組を終了、この枠が廃枠となった。

## 番組編成
月曜
- 『飛び出せ!科学くん』（2009年4月6日 - 2010年3月15日）
  - 出演：田中直樹（ココリコ）、中川翔子他
  - 過去にゴールデンタイムで特番を3回以上放送した。
  - 2010年4月からは土曜日19時台で放送。

火曜
- 『チュー'sDAYコミックス 侍チュート!』（毎日放送制作、2009年4月7日 - 2010年3月16日）
  - 出演：チュートリアル、ハリセンボン 他

水曜
- 『Goro's Bar Presents マイ・フェア・レディ』（2009年4月8日 - 2010年3月17日）
  - 出演：稲垣吾郎（SMAP） 他

木曜
- 『クイズ!時の扉』（2009年4月9日 - 2009年9月24日）
  - 出演：加藤浩次、中田有紀 他
- 『Take Me Out』（2009年10月1日 - 2010年3月18日）
  - 出演：加藤浩次 他